# Teodor Hryniewski
Teodor Franciszek Hryniewski (ros. Фёдор Александрович Гриневский) (ur. 29 stycznia 1860 w Siebieżu, zm. 29 listopada 1932 w Wilnie) – polski lekarz i działacz społeczny czynny w Rosji i Polsce. Kuzyn rosyjskiego pisarza Aleksandra Grina.
Urodził się w rodzinie Aleksandra i Nadziei z Szylderów Hryniewskich.
W 1881 roku rozpoczął studia na Wydziale Przyrodniczym Uniwersytetu Moskiewskiego, następnie pracował jako asystent katedry botaniki. W 1886 roku podjął studia na Wydziale Lekarskim.
Po ukończeniu studiów lekarskich szybko zdobył świetną klientelę w Moskwie. Jego pacjenci należeli do arystokracji, inteligencji i plutokracji moskiewskiej. Kilkakrotnie wyjeżdżał na zwalczanie epidemii cholery i duru brzusznego, delegowany tam przez Uniwersytet Moskiewski.
Znany był w Moskwie nie tylko jako znakomity praktyk, doskonały zwłaszcza jako diagnostyk, ale także ze swoich prac naukowych. W swych artykułach dużo miejsca poświęcił m.in. epidemiom, głównie cholerze.
Wychodząc z założenia, że drobnoustroje zajmują najniższy szczebel na ewolucyjnej skali Darwina, dr Hryniewski był zdania, że tylko biologiczne zbadanie cech drobnoustroju w stanie ich bezpośredniego życia w naturze, spraw doboru naturalnego wśród drobnoustrojów, pomyślnych warunków ich rozwoju, ich walki o byt, zrozumienie epidemii jako objawu biologicznego w postaci napadu masy drobnoustrojów na zbiorowisko ludzi, może dopomóc medycynie znaleźć najlepsze sposoby zapobiegania i leczenia.

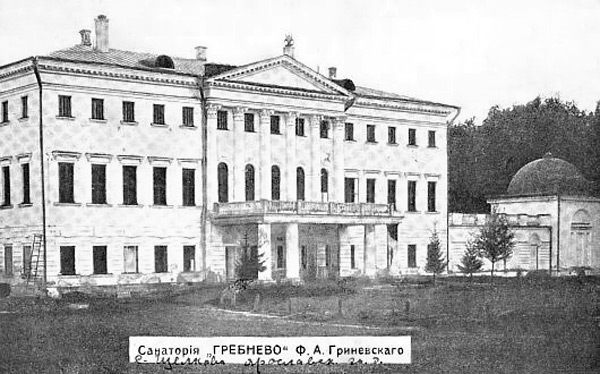
Sanatorium Hryniewskiego w majątku Griebniewo

Zorganizował w Moskwie własne sanatorium w jednym z pałaców hr. Szuwałowów i w roku 1914 inne sanatorium w majątku Griebniewo pod Moskwą. 
Przez cały czas pobytu w Moskwie był zawsze czynnym członkiem stowarzyszeń pielęgnujących polskość na dalekiej rosyjskiej obczyźnie i utrzymywał stale łączność z krajem. W czasie I wojny światowej położył duże zasługi przez swoją pracę w polskich stowarzyszeniach niosących pomoc ofiarom wojny. W sanatoriach dr. Hryniewskiego w Moskwie szereg wygnanych z kraju i zrujnowanych przez wojnę rodaków korzystało z bezpłatnej opieki.
W 1920 roku przeniósł się do Warszawy, pracował w Kasie chorych.
W 1929 roku zamieszkał w rodzinnym majątku Jakubionki w powiecie dziśnieńskim województwa wileńskiego i pracował jako lekarz rejonowy. W tym okresie opublikował kilka artykułów w prasie lekarskiej, występował z odczytami na zebraniach i zjazdach lekarskich w kraju i za granicą.
Był prezesem Stowarzyszenia Wychowańców Wyższych Uczelni m. Moskwy.